# Psychastenie
Psychastenie je označení duševního onemocnění charakterizovaného fobiemi, nutkavými představami nebo přílišnou úzkostí. V současné době se již jako samostatná psychiatrická diagnóza nepoužívá.
Postižený má pocit vlastní nedostačivosti, méněcennosti, nedůvěřuje si, bojí se života, žije ve stálých obavách z budoucnosti. Je nerozhodný, pochybovačný, špatně se přizpůsobuje novým životním podmínkám, těžko navazuje bližší a vřelejší vztahy k lidem.
Velmi často trápí tyto nemocné chorobné strachy, často těžko pochopitelného obsahu. Postižený např. prožívá těžkou úzkost, přechází-li sám volné prostranství nebo naopak jede-li sám v těsné zdviži.
Nemocní jsou sužováni nutkavými představami, nutkavým jednáním, které jim samým se zdá nesmyslným. Snaží-li se potlačit nutkání, prožívají tísnivý pocit strachu, že se něco stane, který je tak nesnesitelný, že raději svému nutkání povolí. Někteří jsou puzeni k stálému počítání bezvýznamných předmětů (aut na ulici). Velmi tíživá bývá pro nemocného vtíravá představa, že jednou někomu, zpravidla blízkému milovanému člověku ublíží, nebo ho i zabije.